# トーマス・マン

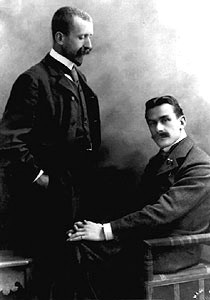
ハインリヒ・マン（左）とトーマス・マン

パウル・トーマス・マン（Paul Thomas Mann、1875年6月6日 - 1955年8月12日）は、ドイツ出身の小説家、評論家。
リューベックの富裕な商家に生まれる。当初は実科を学んだが処女小説『転落』が認められて文筆を志し、1901年に自身の一族の歴史をモデルとした長編『ブッデンブローク家の人々』で名声を得る。その後市民生活と芸術との相克をテーマにした『トーニオ・クレーガー』『ヴェニスに死す』などの芸術家小説や教養小説の傑作『魔の山』を発表し、1929年にノーベル文学賞を受賞した。
1933年にナチスが政権を握ると亡命し、スイスやアメリカ合衆国で生活しながら、聖書の一節を膨大な長編小説に仕立てた『ヨセフとその兄弟』、ゲーテに範を求めた『ワイマルのロッテ』『ファウストゥス博士』などを発表。終戦後もドイツに戻ることなく国外で過ごしたが、『ドイツとドイツ人』などの一連のエッセイや講演でドイツの文化に対する自問を続けた。
兄ハインリヒ・マン、長男クラウス・マンも著名な作家である。

## 生涯

### 生い立ち
トーマス・マンは1875年、中世にはハンザ同盟に属していた北ドイツの商業都市リューベックに生まれた。マン家は18世紀末以来この地で商家を営む豪商の家系であり、祖父ヨハン・ジークムント・マンはオランダ名誉領事およびリューベック市民代表、父トーマス・ヨハン・ハインリヒ・マンは市参事会議員として市長に次ぐ地位にある要人であった。母ユーリア・マン（旧名ユーリア・ダ・シルヴァ＝ブルーンス）はブラジルで貿易商を営んでいた娘であり、ポルトガル系ブラジル人を母に持つ異国的な風貌の女性である。ヨハン・トーマス・ハインリヒ・マンは彼女との間に三男二女をもうけ、作家ハインリヒ・マンが長男・第一子、トーマス・マンが次男・第二子に当たる。なお二人の妹ユーリア（1877年 - 1927年）、カルラ（1881年 - 1910年）は結婚後ともに自殺している。
マンの両親は読書家であり、マンは国内外の小説や童話を初めとする多くの書物に触れて育った。1882年に、当時の上流家庭の子息が通うドクター・ブセニウスの予備高等学校に入学。1889年にカタリーネウム高等学校（ギムナジウム）に入学、兄が大学入学資格の取れる科に進んだのに対しマンは実科コースに進んだ。しかしマンは優れた成績は残しておらず、予備高等学校時代には6年目に落第、高等学校でも2年落第を受けている。一方詩作は早くから始めており、高等学校時代に教室で学んだシラーの詩と『ドン・カルロス』、またリヒャルト・ワーグナーの楽曲に感銘を受けた。
1891年、マンが16歳のとき父ヨハンが死去し、前年に設立100年を迎えていたヨハン・ジーグムント・マン商会が解体する。一家は屋敷を売り翌年ミュンヘンに移るが、マンのみ実科終了資格を取るために2年間リューベックに残った。1893年、同級生を集めて5月と7月に校内雑誌『春の嵐』を作り詩や散文数篇を寄せる。1894年3月、兵役を1年で終えることができる志願兵資格を得られるだけの学級を終えたため高等学校を中退、一家の待つミュンヘンに移った。

### 作家生活と家庭
1893年4月よりマンは南ドイツ火災保険会社の見習いとして働き始め、その傍ら小説作品の執筆を続けた。10月、処女作品となる短編小説『転落』がライプツィヒの文芸雑誌『社会』に掲載される。この作品によって抒情詩人リヒャルト・デーメルから賛辞の手紙を受け、マンは筆によって立つことを決意、保険会社を辞してミュンヘン工科大学の聴講をしながら作品の執筆を行った。この頃にショーペンハウアー、ニーチェの哲学に興味を持つ。1896年より『幸福への意志』『幻滅』『小フリーデマン氏』『ルイスヒェン』など一連の短編作品を発表、1898年に最初の短編集『小フリーデマン氏』が出版される。
1897年夏、マンは兄ハインリヒとともにローマに滞在し、兄弟で合作絵本などを作っているうち、一家の歴史を題材にした小説を共同で書くことを思い立った。この思いつきに兄は次第に興味を失っていったが、マンはその後多数の親戚を訪れて証言を取り、10月に執筆に取り掛かった。2年半の執筆期間を経て1901年5月、11部からなる長編『ブッデンブローク家の人々』が完成。翌年10月に出版されると広く読者を集め、第一次大戦前までにはデンマーク語、スウェーデン語、オランダ語、チェコ語に訳されるベストセラーとなった。『ブッデンブローク家の人々』はその後1929年にノーベル文学賞を与えられた際に受賞理由として挙げられている。1903年代表作の一つ『トーニオ・クレーガー』発表。
1905年、ミュンヘン大学に務めるユダヤ系の数学教授の娘で当時学生だったカタリーナ・プリングスハイム（愛称カティア Katia またはカトヤ Katja）と結婚。その後彼女との間にエーリカ（de:Erika Mann）、クラウス（作家）、ゴーロ（de:Golo Mann、歴史家）、モーニカ（de:Monika Mann）、エリーザベト（de:Elisabeth Mann、ピアニスト）、ミヒャエル （de:Michael Mann、ヴァイオリニスト）の6子をもうけた。マンは朝9時から3時間を執筆時間に当て、マン家ではこの3時間を「魔術師の時間」と呼び静寂を保つように務めたという。
1910年、ミュンヘンでグスタフ・マーラーの『交響曲第8番』初演を聴き、マーラー自身と知り合う。翌年、マーラーが死去した直後にヴェネチアを旅行。1912年にマーラーの死に触発されて書かれた中編『ヴェニスに死す』を発表する。

### 第一次大戦前後
1912年、夫人カタリーナが肺病を患ったためスイスのダヴォスにあるサナトリウムで半年間の療養生活を送った。この年の夏見舞いに訪れたマンは、夫人から聞いた体験や挿話を元に小説を書くことを思い立つ。当初短編小説のつもりだったその作品はその後12年の間書き続けられたのち『魔の山』として発表されることになった。
1914年に第一次世界大戦が勃発。マンはこの大戦を文明に対する文化としてのドイツの戦いと位置づけてドイツを積極的に擁護したが、この立場はロマン・ロランや実の兄ハインリヒ・マンから批判を受け、一時兄弟で仲違いをすることになった（1922年に和解）。1915年より2年の間『非政治的人間の省察』を執筆、協商国フランスの帝国主義的民主主義に対し、反民主主義的不平等人格主義のドイツを擁護して論じた。1918年にドイツが敗戦すると、マンはドイツにおける市民社会の代弁者として各地で講演に招かれ、1923年の著作『ドイツ共和国について』でヴァイマル共和政への支持をドイツの知識層に呼びかけた。1924年『魔の山』発表。1926年より『ヨセフとその兄弟』に着手。旧約聖書の一節をそれだけで図書館が建つと言われるほどの膨大な資料をもとに長大な小説に仕立て上げたもので、その後幾度も中断を経て1944年まで書き継がれた。1929年、ノーベル文学賞受賞。翌年に受賞第1作となる『マーリオと魔術師』を発表する。
1930年前後よりナチスが台頭すると、マンは国家社会主義の新聞に対して論陣を張り、1930年にはベルリンで講演『理性に訴える』を行いナチズムの危険性を訴えた。またこの講演では労働者階級による抵抗を励ますと同時に社会主義と共産主義への共感が増していることを表明している。1933年1月30日にヒトラーが政権を握ると、兄ハインリヒ・マンとともにドイツ・アカデミーを脱退。2月23日から夫婦でスイスに講演旅行中にベルリン国会炎上事件が起き、ミュンヘンにいた長男クラウスから助言を受けてそのままスイスに留まる決意をする。1936年、マンはドイツ国籍およびドイツにおける財産を奪われ、自宅に残してきた日記、書簡、資料やメモ類を永久に失った。

### 亡命生活と戦後
1933年秋、マンはスイスのチューリッヒ近くのキュスナハト（Küsnacht）に住居を定めた。1935年のマン60歳の誕生日もスイスで盛大に行なわれ、出版社から贈られた祝詞集にはアルベルト・アインシュタインやバーナード・ショー、クヌート・ハムスンなどからの手書きの言葉が寄せられた。同年ハーヴァード大学名誉博士を授与される。1936年11月、チェコスロバキア国籍を取得。1937年、スイスにおいて雑誌『尺度と価値(Maß und Wert)』を創刊、1940年の廃刊まで同誌で反ナチスの論陣を張る。1938年、アメリカに移住しプリンストン大学客員教授に就任（のちに名誉教授）。大戦中のアメリカではドイツ、オーストリアからの亡命者を支援した。
1939年、長編小説『ワイマルのロッテ』をストックホルムに亡命中のフィッシャー社より刊行。文豪としての名声を得たゲーテと、彼がかつて『若きヴェルテルの悩み』のロッテのモデルとしたシャルロッテ・ブッフとの再会を描いており、のちに作品の一節をニュルンベルク裁判でイギリスの裁判官がゲーテ自身の言葉として引用したことが問題となった。
1940年6月、フランス降伏後の「緊急救出委員会」に協力。10月よりBBC放送を通じて毎月定期的に、ドイツ国民にナチスへの不服従を訴え続けた。しかし国外で富裕な生活を送りながら反独活動をしたことは戦後ドイツでマンに対する賛否両論が起こる原因となった。
1941年1月、ルーズベルト大統領の賓客として、ホワイトハウスに滞在。4月にカリフォルニア州パシフィック・パリセーズに家を建て永住を決める。1944年6月、アメリカ市民権を取得。1947年、長編『ファウストゥス博士』を発表。40年以上前の短編プランをもとに着手されたもので、自身の芸術と文学に対する集大成を行なった。1949年にフランクフルト・アム・マインよりゲーテ賞を受賞。

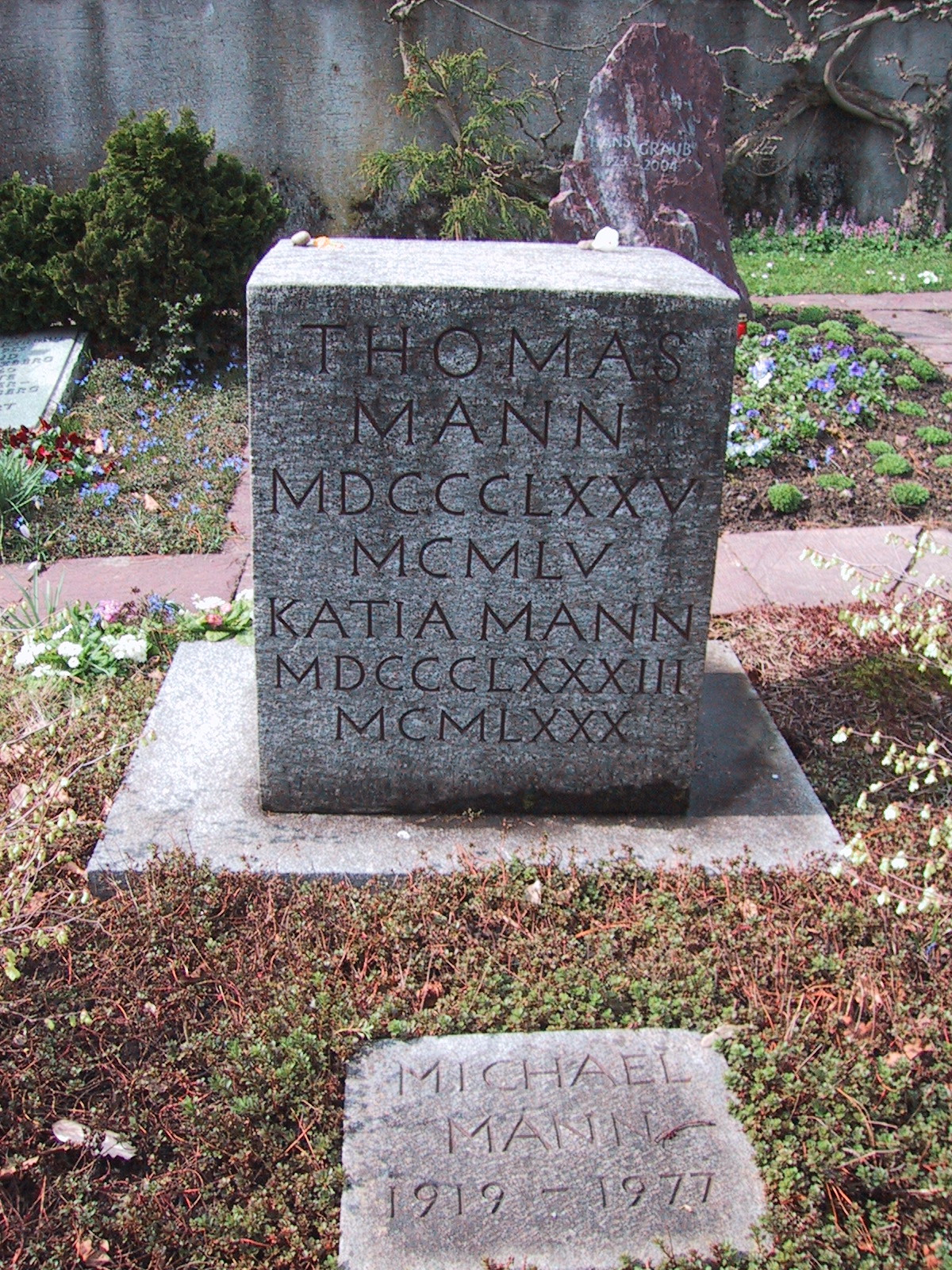
キルヒベルクのマンの墓

1952年6月、パシフィック・パリセーズを離れ、ヨーロッパ各地を巡ったのち12月にチューリッヒ南隣のキルヒベルク（Kilchberg）に移り住む。この年レジオン・ドヌール将校十字章を受章。1953年、22年ぶりに故郷リューベックを訪れる。1954年、『詐欺師フェーリクス・クルルの告白 回想録の第1部』を出版。
1955年3月、リューベック名誉市民、およびベルリン・ドイツ芸術アカデミー名誉会員に選ばれる。5月にはフリードリッヒ・シラー大学名誉博士号を贈られ、ドイツ・シラー協会名誉会長となった。6月には80歳の誕生日を記念し東ドイツで全集が刊行。チューリヒで行なわれた祝賀会で全集が手渡され、フランスからの祝詞集にはヴァンサン・オリオール大統領、ロベール・シューマン外相、シュヴァイツァー、ピカソ、ロジェ・マルタン・デュ・ガール、モーリアック、マルロー、カミュらが言葉を寄せた。この年の7月、オランダで病に倒れ、チューリッヒ州立病院へ送られる。8月12日、心臓冠状動脈血栓症により同地にて死去。遺体はキルヒベルクに葬られた。埋葬式に数百人が集まり、ヘルマン・ヘッセが別れの言葉を述べた。

## 日本における受容
日本での初翻訳は1910年（明治43年）に『帝国文学』第16巻9号に掲載された林久夫訳による短編『箪笥』（現在では普通『衣装戸棚』と訳される）であり、単行本では1927年（昭和2年）に日野捷郎（實吉捷郎）の訳による『トオマス・マン短編集』『トニオ・クレエゲル』が初である。以後多数の翻訳が出ているが、1940年に刊行開始した三笠書房の全集は、戦時中に敵性作家と見なされたため中絶を余儀なくされた。その後1971年-1972年に新潮社から全12巻の全集が刊行されており、全作品と代表的な評論、および主要な書簡が収められている。
またマンの日記は、死後20年間開封するべからずとの本人遺言に従って1975年に初めて開封され、ドイツ本国では全10巻で刊行されている。日本語訳版は紀伊国屋書店で（1985年から）順次刊行され、10巻目が2016年に刊行した。
マンから影響を受けている作家には三島由紀夫、吉行淳之介、北杜夫、大江健三郎、辻邦生らがいる。三島は『国文学 昭和45年5月臨時増刊号』で、三好行雄との対談においてマンからの影響を語っており、マンによって初めて西欧的な二元論にぶつかったと述べた。またドナルド・キーンによれば、三島は自身の代表作『金閣寺』の文体を「鴎外 プラス トーマス・マン」だと述べており、キーンは『暁の寺』にも『魔の山』からの文体的影響を指摘している（『悼友紀行』、中央公論社）。北は学生時代からマンの作品に親しんでおり、北杜夫というペンネーム自体が『トーニオ・クレーガー』から由来したものである。彼のデビュー作『幽霊』は『トーニオ・クレーガー』から、代表作『楡家の人びと』は『ブッデンブローク家の人々』から、それぞれ強い影響を受けている。辻も学生時代からマンの小説を愛読し、パリに留学した頃には『ブッデンブローク家の人々』を精読して文章ごとにカードを作って作品の構成や手法を徹底的に研究したという（『パリの手記』より）。また『ファウストゥス博士』も、仏語訳をもとに研究し、マン論を岩波書店で出している（参考文献を参照）。
独文学者山口知三（1936-2021）は、その著『三つの国の物語　トーマス・マンと日本人』（鳥影社　　2018年）において、「1920年から1930年代にかけてのトーマス・マン文学の日本への受容史を振り返り、マンの実像と当時の日本のゲルマニストたちによって紹介されたマン像の落差の問題を、鋭く追及した」（斎藤佑史）。

## 著作一覧

### 長編小説

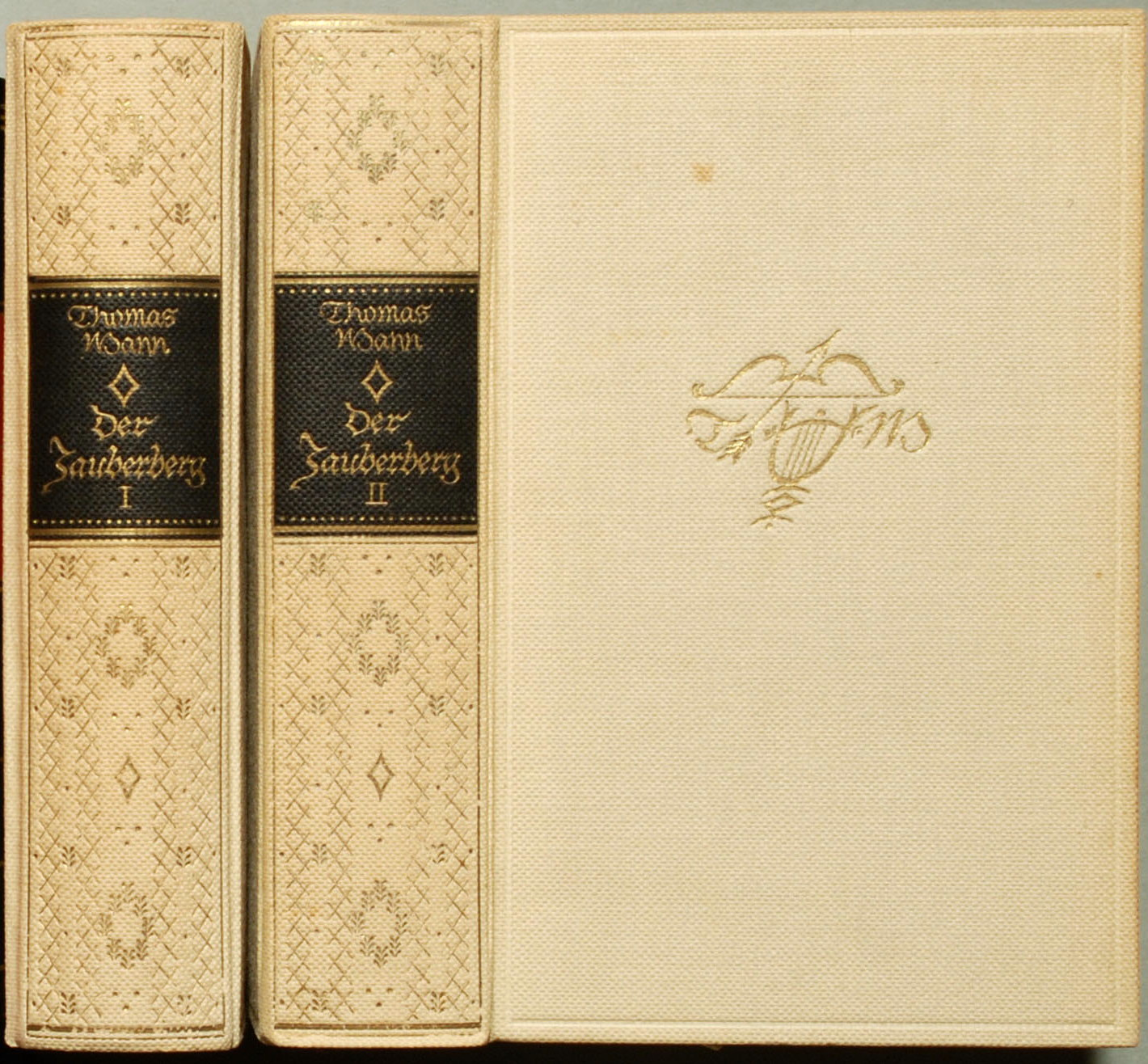
『魔の山』

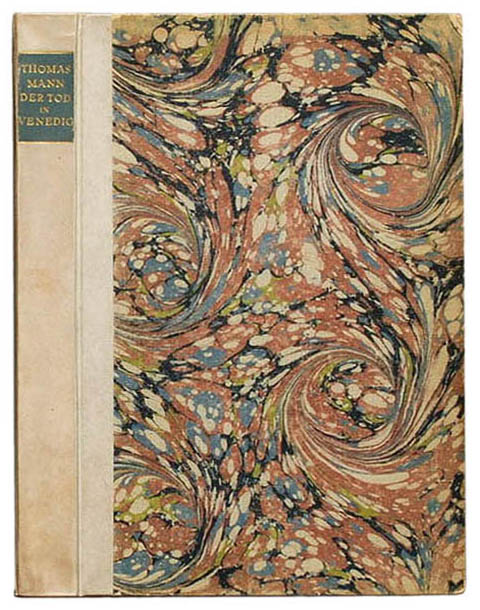
『ヴェニスに死す』

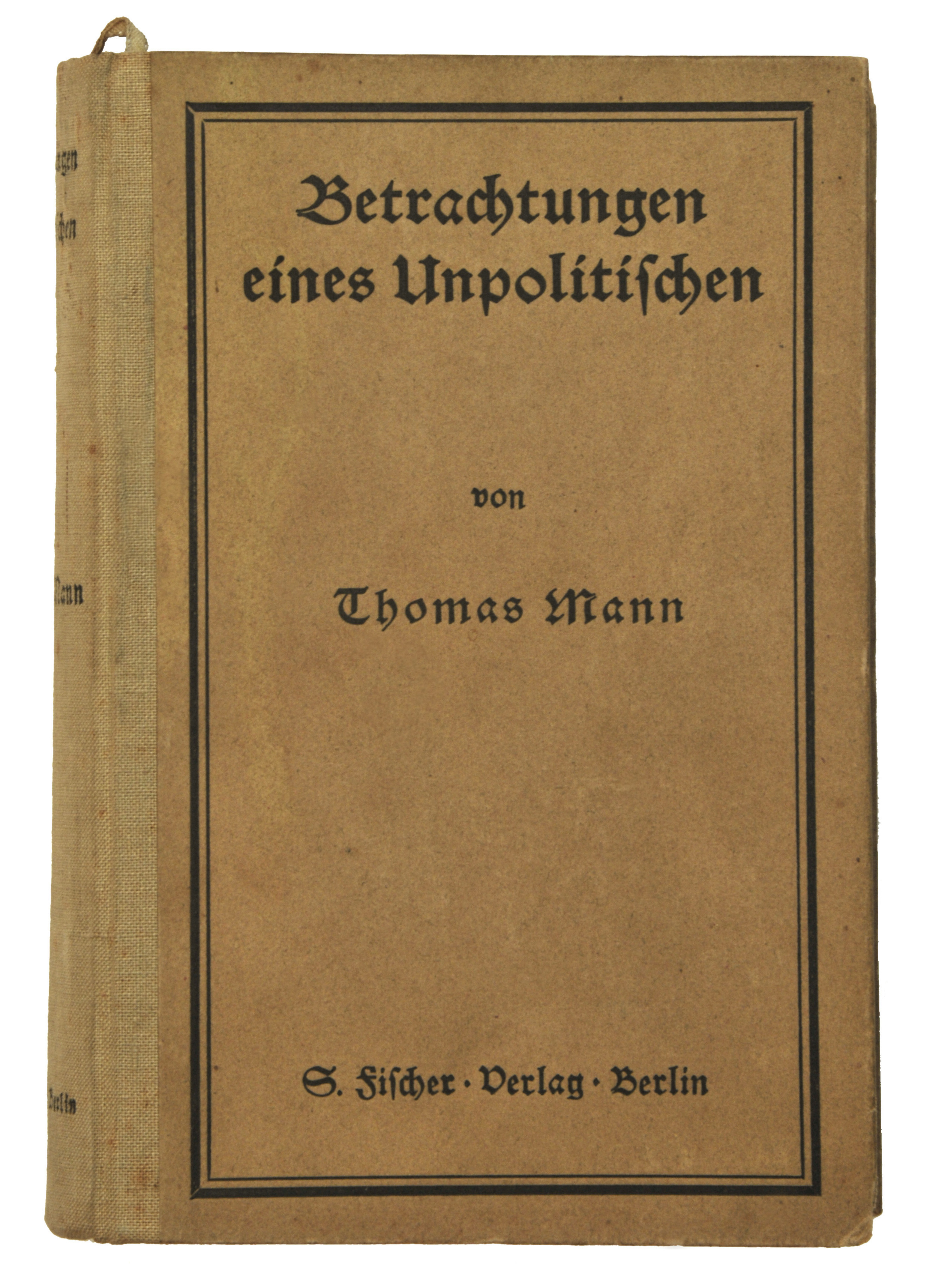
『非政治的人間の省察』

- ブッデンブローク家の人々（Buddenbrooks - Verfall einer Familie, 1901年)
- 大公殿下（Königliche Hoheit, 1909年）
- 魔の山（Der Zauberberg, 1924年）
- ヨセフとその兄弟（Joseph und seine Brüder, 1933年 - 1943年）
  - 第1部 ヤコブ物語 （Die Geschichten Jaakobs, 1933年）
  - 第2部 若いヨセフ （Der junge Joseph, 1934年）
  - 第3部 エジプトのヨセフ （Joseph in Ägypten, 1936年）
  - 第4部 養う人ヨセフ （Joseph der Ernährer, 1943年）
- ワイマルのロッテ（Lotte in Weimar, 1939年）
- ファウストゥス博士（Doktor Faustus, 1947年）
- 選ばれし人（Der Erwählte, 1951年）
- 詐欺師フェーリクス・クルルの告白（Bekenntnisse des Hochstaplers Felix Krull, 1922年/1952年）

### 中・短編小説
- 転落（Gefallen, 1894年）
- 幸福への意志（Der Wille zum Glück, 1896年）
- 幻滅（Enttäuschung, 1896年）
- 死（Der Tod, 1897年）
- 小フリーデマン氏（Der kleine Herr Friedemann, 1898年）
- 道化者（Der Bajazzo, 1897年）
- トービアス・ミンダーニッケル（Tobias Mindernickel, 1898年）
- 衣装戸棚（Der Kleiderschrank, 1899年）
- 報い（Gerächt, 1899年）
- ルイスヒェン（Luischen, 1900年）
- 墓地への道（Der Weg zum Friedhof, 1900年）
- 神の剣（Gladius Dei, 1902年）
- トーニオ・クレーガー（Tonio Kröger, 1903年）
- トリスタン（Tristan, 1903年）
- 飢えた人々（Die Hungernden, 1903年）
- 神童（Das Wunderkind, 1903年）
- ある幸福（Ein Glück, 1904年）
- 預言者の家で（Beim Propheten, 1904年）
- 悩みのひととき（Schwere Stunde, 1905年）
- ヴェルズンゲンの血(Wälsungenblut 1905年)
- 逸話（Anekdote, 1908年）
- 鉄道事故（Das Eisenbahnunglück, 1909年）
- なぐりあい（Wie Jappe und Do Escobar sich prügelten, 1911年）
- ヴェニスに死す（Der Tod in Venedig, 1912年）
- 主人と犬（Herr und Hund, 1918年）
- おさな児の歌（Gesang vom Kindchen, 1919年）
- 混乱と幼い悩み（Unordnung und frühes Leid, 1926年）
- マリオと魔術師（Mario und der Zauberer, 1930年）
- すげかえられた首（Die vertauschten Köpfe - Eine indische Legende, 1940年）
- 十戒（Das Gesetz, 1944年）
- あざむかれた女（Die Betrogene, 1953年）

### エッセイ・講演
- フリードリヒ大王と大同盟（Friedrich und die große Koalition, 1915年）
- 非政治的人間の考察（Betrachtungen eines Unpolitischen, 1918年）
- ドイツ共和国について（Von deutscher Republik, 1922年）
- ゲーテとトルストイ（Goethe und Tolstoi, 1923年）
- ドイツ共和国について（Von deutscher Republik, 1923年）
- 理性に訴える（Deutsche Ansprache. Ein Appell an die Vernunft., 1930年）
- 市民時代の代表者としてのゲーテ（Goethe als Repräsentant des bürgerlichen Zeitalters, 1932年）
- 作家としてのゲーテの生涯（Goethes Laufbahn als Schriftsteller, 1933年）
- リヒャルト・ヴァーグナーの苦悩（Leiden und Größe Richard Wagners, 1933年）
- フロイトと未来（Freud und die Zukunft, 1936年）
- 来るべきデモクラシーの勝利について（Vom zukünftigen Sieg der Demokratie, 1938年）
- ショーペンハウアー（Schopenhauer, 1938年）
- この平和（Dieser Friede, 1938年）
- 自由の問題（Das Problem der Freiheit'7, 1939年）
- ドイツとドイツ人（Deutschland und die Deutschen, 1947年）
- 我々の経験から見たニーチェ哲学（Nietzsches Philosophie im Lichte unserer Erfahrung, 1947年）
- ゲーテとデモクラシー（Goethe und die Demokratie, 1949年）
- シラー詩論（Versuch über Schiller, 1955年）

## 主な訳書

### 全集
「トーマス・マン全集」新潮社、初版1971年 - 72年、再版1975年 - 77年
- 第1巻、ブデンブローク家の人々（森川俊夫訳）
- 第2巻、大公殿下（山下肇訳）、ワイマルのロッテ（佐藤晃一訳）
- 第3巻、魔の山（高橋義孝訳）
- 第4-5巻、ヨゼフとその兄弟たち（高橋義孝・菊盛英夫・佐藤晃一訳）
- 第6巻、ファウストゥス博士（円子修平訳）（※理由は不明だが、訳が省略されている箇所がいくつもある）
- 第7巻、選ばれし人（佐藤晃一訳）、詐欺師フェーリクス・クルルの告白（高橋義孝訳）
- 第8巻、短篇（藤本淳雄ほか訳）、戯曲（森川俊夫訳）、詩（山下肇訳）
- 第9-10巻、評論（佐藤晃一ほか訳）
- 第11巻、評論3（森川俊夫ほか訳）
- 第12巻、書簡 1894年 - 1955年（浜川祥枝ほか訳）
- 別巻、トーマス・マン研究（円子修平ほか訳）

### 「トーマス・マン日記」
紀伊國屋書店出版（全10巻）
- 1918年 - 1921年、（森川俊夫・伊藤暢章・洲崎惠三・前田良三訳、2016） ISBN 4314011335
- 1933年 - 1934年、（岩田行一・浜川祥枝・森川俊夫訳、1985） ISBN 4314004568
- 1935年 - 1936年、（森川俊夫訳、1988） ISBN 4314004983
- 1937年 - 1939年、（森川俊夫訳、2000） ISBN 4314008555
- 1940年 - 1943年、（森川俊夫・横塚祥隆訳、1995） ISBN 4314007176
- 1944年 - 1946年、（森川俊夫・佐藤正樹・田中暁訳、2002） ISBN 4314009098
- 1946年 - 1948年、（森川俊夫・洲崎惠三訳、2003） ISBN 4314009527
- 1949年 - 1950年、（森川俊夫・佐藤正樹訳、2004） ISBN 4314009713
- 1951年 - 1952年、（森川俊夫訳、2008） ISBN 4314010487
- 1953年 - 1955年、（森川俊夫・洲崎惠三訳、2014） ISBN 4314011114

### 単行本
- ヨセフとその兄弟 全3巻（望月市恵・小塩節訳）、筑摩書房（1985-88）
- 非政治的人間の考察 全3巻（前田敬作・山口知三訳）、筑摩書房〈筑摩叢書〉[3]（復刊1985）
- ワーグナーと現代 1908−1951（小塚敏夫訳）、みすず書房（新装第2版 2000） ISBN 4622049864
- 新装版 世界の文学セレクション36/vol.25、中央公論社（1994） ISBN 4124031653

ある詐欺師の告白（高橋義孝訳）、トニオ・クレーガー（福田宏年訳）、ヴェニスに死す（関楠生訳）

### 文庫版訳書
※1980年代後半以降の刊行のみ記す。
- 詐欺師フェーリクス・クルルの告白 （岸美光訳） 光文社古典新訳文庫（上下）（2011）
- だまされた女、すげかえられた首 （岸美光訳） 光文社古典新訳文庫 （2009） ISBN 433475175X
- ヴェネツィアに死す （岸美光訳） 光文社古典新訳文庫（2007） ISBN 4334751245
- トニオ・クレーガー （浅井晶子訳） 光文社古典新訳文庫（2018） ISBN 4334753833
- ベニスに死す （圓子修平訳） 集英社文庫（2011） ISBN 4087606287
- トーニオ・クレーガー / マーリオと魔術師 （平野卿子訳） 河出文庫（2011） ISBN 4309463495
- トニオ・クレーゲル / ヴェニスに死す （高橋義孝訳） 新潮文庫（改版2012） ISBN 4102022015
- 魔の山 （高橋義孝訳） 新潮文庫（上下）（改版2005） ISBN 4102022023 & ISBN 4102022031
- トニオ・クレエゲル （実吉捷郎訳） 岩波文庫（改版2003） ISBN 4003243404
- ヴェニスに死す （実吉捷郎訳） 岩波文庫（改版2000） ISBN 4003243412
- ゲーテを語る 講演集 （山崎章甫訳） 岩波文庫（1993） ISBN 4003294300
- ゲーテとトルストイ （山崎章甫・高橋重臣訳） 岩波文庫（1992） ISBN 4003243498
- リヒァルト・ヴァーグナーの苦悩と偉大 / リヒァルト・ヴァーグナーと『ニーベルングの指環』、講演集（青木順三訳） 岩波文庫（1991） ISBN 400324348X
- ドイツとドイツ人 他五篇、講演集（青木順三訳）岩波文庫（1990） ISBN 4003243471
- 魔の山 （関泰祐・望月市恵訳）岩波文庫（上下）（改版1988） ISBN 4003243366 & ISBN 4003243374
- トオマス・マン短篇集 （実吉捷郎訳）岩波文庫 ISBN 400324334X - 以下は重版書目
- ワイマルのロッテ （望月市恵訳）岩波文庫（上下） ISBN 4003243420 & ISBN 4003243439
- ブッデンブローク家の人びと （望月市恵訳）岩波文庫（上中下）
- ファウスト博士 （関泰祐訳）岩波文庫（上中下）
- 五つの証言 （渡辺一夫訳著） 中公文庫（2017）。元版は1946年刊行

## 博物館

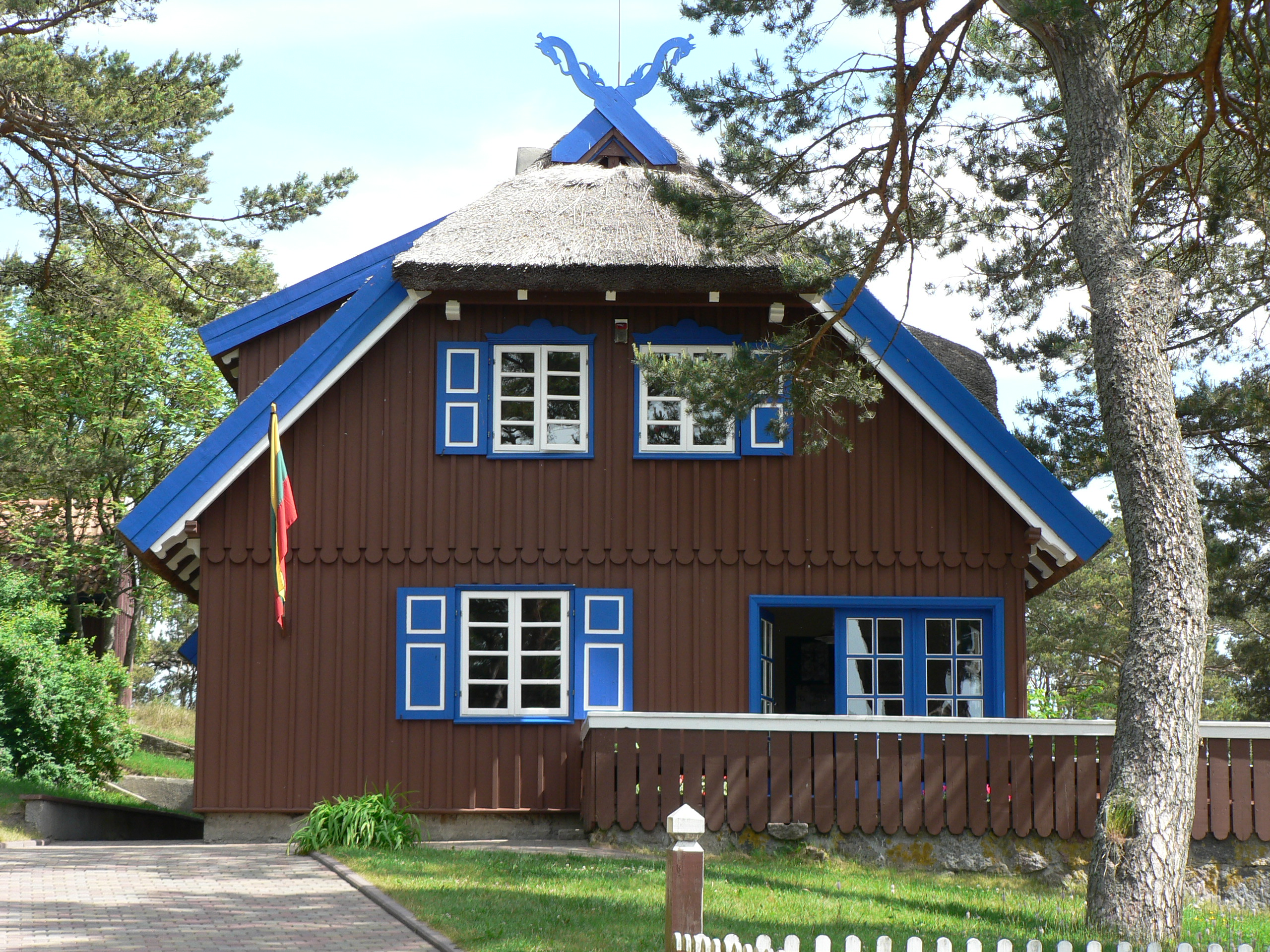
ニダのトーマス・マン博物館

トーマス・マンの故郷リューベックのメング街に「ブッデンブロークハウス」がある。かつてマン家がこの場所に住んでいた。建物自体は第二次世界大戦で破壊されたが、これを後に再建し、トーマス・マンと兄ハインリヒ・マンの記念館としたものである。1階にはマン兄弟関係書籍が展示販売されており、2階はハインリヒ・マンの、3階はトーマス・マンの展示場となっている。
リトアニアのニダにあるトーマス・マン博物館では、マンの草稿などが展示されている。この博物館の建物は、かつてマンが過ごした別荘を利用したものである。
またチューリッヒ工科大学にトーマス・マン資料館があり、草稿・著書などの資料を収蔵している。